# Caractère sexuel secondaire
Pour un article plus général, voir Dimorphisme sexuel.

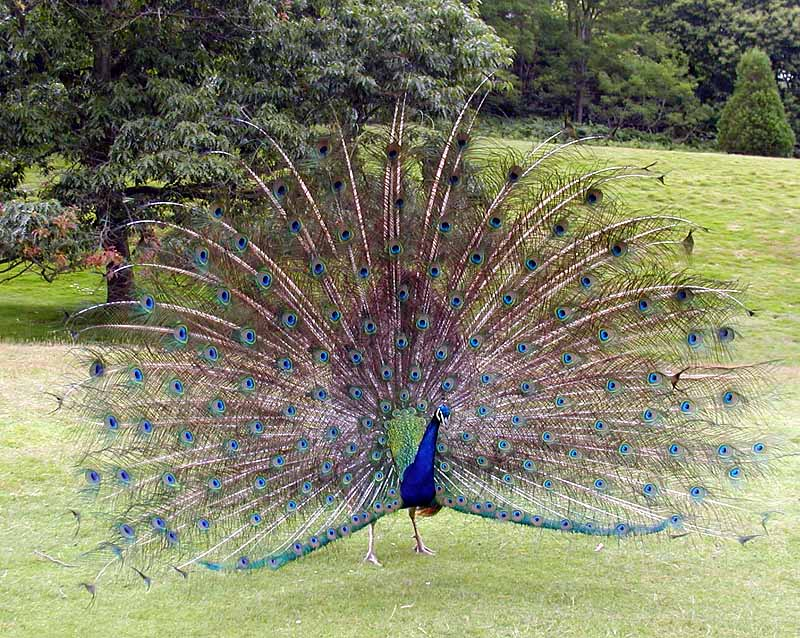
Les plumes colorées de la queue du paon mâle sont un exemple de caractère sexuel secondaire.

Les caractères sexuels secondaires sont les traits qui distinguent les individus des deux sexes d'une même espèce mais, à la différence des caractères sexuels primaires que sont les organes sexuels, ils ne participent pas directement au système reproducteur.
Les principales théories évolutionnistes pour expliquer l'apparition de tels organes reposent sur l'idée que les caractères sexuels secondaires sont l'objet d'une pression de sélection sexuelle intra-sexe : lors de la parade nuptiale, les individus d'un même sexe sont en compétition pour s'accoupler avec un individu du sexe opposé, celui qui prend l'avantage sur ses rivaux est celui qui présente les caractères sexuels secondaires les plus attractifs pour le partenaire ou qui lui permettent de s'imposer sur ses rivaux.
Chez l'être humain, ces caractères apparaissent en général au moment de la maturité sexuelle, à partir de la puberté.

## Historique
Les termes de caractères sexuels primaires et secondaires sont forgés en 1780 par le chirurgien anglais John Hunter pour désigner les différences sexuelles.
Dans La Filiation de l'homme et la sélection liée au sexe de Charles Darwin, publié en 1871, le naturaliste britannique affirme qu'il est impossible d'établir, dans le règne animal, une ligne de démarcation entre les caractères sexuels primaires résultats de la sélection naturelle et les caractères sexuels secondaires issus de la sélection intrasexuelle.

## Origine
Il existe plusieurs mécanismes évolutifs permettant l'apparition de caractères sexuels secondaires :
- à cause d'un gène pléiotropique : un gène sexe-spécifique sélectionné pour une raison quelconque peut avoir un autre effet (si celui-ci n'est pas fortement contre-sélectionné) comme l'apparition d'un caractère sexuel secondaire.
- si les deux sexes ont des exigences écologiques différentes, les pressions sélectives exercées sur les mâles et les femelles ne seront pas les mêmes et peuvent entraîner la sélection de caractères sexe-spécifiques. La différenciation des préférences écologiques peut en outre être sélectionnée car elle permet d'éviter une compétition intraspécifique pour les ressources. Ainsi le mâle et la femelle de l'oiseau Centurus striatus ont des morphologies de bec et des préférences alimentaires très différentes, ce qui pourrait permettre d'agrandir la niche écologique de l'espèce[5].
- par sélection intrasexuelle : les caractères sexuels secondaires peuvent servir d'armes lors de la compétition entre les individus d'un même sexe (en général les mâles) pour pouvoir se reproduire avec les individus de l'autre sexe. Ces armes peuvent être physiques, comme les bois du cerf, ou psychologiques, comme certains ornements d'oiseaux dissuadant les autres mâles[réf. nécessaire].
- par sélection intersexuelle : lorsque l'un des sexes choisit ses partenaires de l'autre sexe, certains caractères du sexe choisi peuvent être sélectionnés par ce choix. Ces caractères n'étant sélectionnés que pour l'un des sexes, cela peut conduire à l'apparition d'un dimorphisme sexuel. C'est par exemple le cas de la queue du paon[réf. nécessaire].

## Chez l'espèce humaine

### Formation

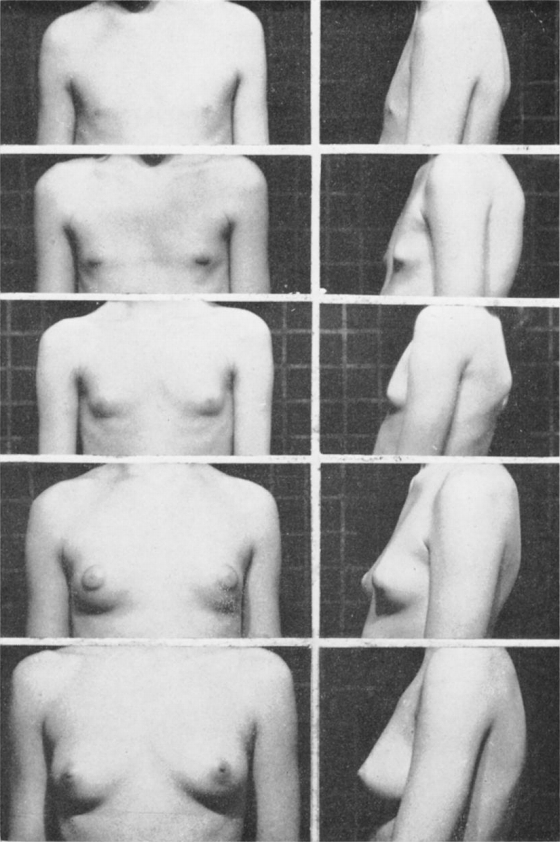
Développement mammaire selon l'échelle de Tanner.

Chez l'humain, les caractères sexuels primaires, ou système reproducteur — principalement le pénis, les testicules et la prostate chez l'homme, l'utérus, le vagin et les lèvres vaginales chez la femme — se forment au moment de la gestation avec le développement des gonades in utero,.
Les caractères sexuels secondaires se développent avec l'augmentation des hormones sexuelles lors de la puberté, qui provoque également la maturation des caractères primaires, permettant l'acquisition de la maturité sexuelle et de la capacité de reproduction,,. Chez les individus de sexe masculin, le développement est induit par la testostérone et, indirectement, via l'androstanolone. L'œstradiol et les autres hormones féminines engendrent le développement chez la femme, notamment celui des seins. Ce processus dépend aussi des taux d'hormones sexuelles au stade fœtal. Ainsi, le taux d'androgènes auquel est soumis le fœtus ou le nouveau-né vont moduler la capacité du tissu mammaire à répondre aux œstrogènes lors de l'adolescence.
Les pilosités axillaire et pubienne sont généralement considérées comme des caractères sexuels secondaires, mais peuvent également être qualifiés de caractères non sexués, car présentes chez les deux sexes.

### Principaux caractères
Les principaux caractères sexuels secondaires de l'espèce humaine sont :
|                          | Caractères sexuels secondaires masculins                                                                       | Caractères sexuels secondaires féminins                                                                               |
| ------------------------ | --- | --- |
| Morphologie et squelette | Taille moyenne plus grande, plus grand volume thoracique Mains et pieds plus grands Os du squelette plus épais | Taille moyenne plus basse Bassin plus large que les épaules rapport taille-hanche plus faible                         |
| Pilosité                 | Plus marquée sur le torse et l'abdomen ainsi que sur le visage (barbe et moustache)                            | Moindre pilosité faciale et corporelle Croissance plus rapide des cheveux                                             |
| Peau                     | Plus épaisse et plus rude                                                                                      | Grain de peau plus fin                                                                                                |
| Tissu adipeux            | Accumulation principalement autour de l'abdomen et de la taille                                                | Distribution davantage répartie sur la surface du corps Accumulation au niveau des fesses, des cuisses et des hanches |
| Autres                   | Plus grande capacité musculaire Pomme d'Adam marquée Tessiture de voix plus grave                              | Développement des Seins Glandes mammaires fonctionnelles                                                              |

### Caractères tardifs
L'Alopécie androgénétique se développe chez 70 % des hommes en moyenne, avec une perte graduelle des cheveux due à l'influence des hormones mâles.[source insuffisante]

## Caractères secondaires comportementaux ou tertiaires
Les caractères sexuels secondaires ne se limitent pas aux caractéristiques anatomiques qui différencient mâles et femelles d'une même espèce mais ils incluent aussi les différences dans la physiologie ou le comportement (par exemple, la fabrication de nids en forme de tonnelle par les oiseaux jardiniers mâles ou la danse du pigeon mâle) font partie du dimorphisme sexuel propre à l'espèce. Le comportement est en effet un trait phénotypique : tout comme certains attributs anatomiques sont codés génétiquement (dans le génotype), certains comportements dimorphiques ou non (par exemple, la parade nuptiale, mais aussi la construction du nid ou la peur de prédateurs) ont une base génétique et sont donc soumis à la sélection naturelle et/ou sexuelle.
Les comportements dimorphiques sont donc un cas parmi d'autres de caractères sexuels secondaires. Des travaux récents ont ainsi montré qu'il était possible, en manipulant l'épissage d'un gène unique chez la mouche drosophile femelle, d'induire un comportement de parade nuptiale durant lequel celles-ci se mettent alors, tout comme les mâles, à courtiser les autres femelles.